# Масьяф
Масья́ф или Масиаф (араб. مصياف‎) — город в Сирии, в мухафазе Хама. Примечателен крупной средневековой крепостью.

## История
Масьяф был основан византийцами в долине Оронта, на пересечении торговых путей Хама—Банияс и Антиохия—Хомс.
В 1103 году Масьяф захватывается Раймундом IV, графом Тулузы и Триполи.
Около 1140 года ассасины-низариты приобретают Масьяф и ещё несколько соседних крепостей у крестоносцев. Масьяф становится главной крепостью ассасинов в Сирии.
В 1157 году в регионе происходит сильное землетрясение, разрушившее соседнюю крепость Шайзар.
В 1163 году главой («старцем горы») ассасинов Масьяфа становится Рашид ад-Дин Синан.
В 1176 году Масьяф безуспешно осаждался Саладином.
В сентябре 1193 года умирает Рашид ад-Дин Синан, «старец горы» Масьяфа и один самых значимых лидеров ассасинов-низаритов.
В 1256 году столица ассасинов, Аламут взята монголами, а в 1260 та же участь постигла и Масьяф. В том же году мамлюки (при участии ассасинов на его стороне) под предводительством султана Бейбарса I разгромили монголов в битве при Айн-Джалуте и изгнали их из Сирии. Ассасинам удалось вернуть Масьяф, а также ещё несколько крепостей.
В 1270 году Бейбарс включает Масьяф в состав государства Мамлюков. Последняя крепость низаритов, аль-Кахф, становится частью Мамлюкского султаната в 1273 году.
В 1516 году Масьяф захвачен турками-османами. Вплоть до XIX века продолжалась борьба между низаритами и алавитами за контроль над городом.
В 1920 году входит в состав государства Алавитов под французским мандатом.
5 декабря 1936 года, вместе со всем государством Алавитов, Масьяф входит в состав Сирии.
С 2000 года программа поддержки исторических городов Ага-хана (HCSP) проводит кампанию по сохранению города и крепости Масьяф.

## Крепость
Крепость сохранила большую часть своих стен. Она занимает скалы шириной в 10 метров. В архитектуре замка присутствуют элементы греко-римской и византийской архитектур. Лучше всего сохранились ворота, увенчанные зубцами и парапет с бойницами.

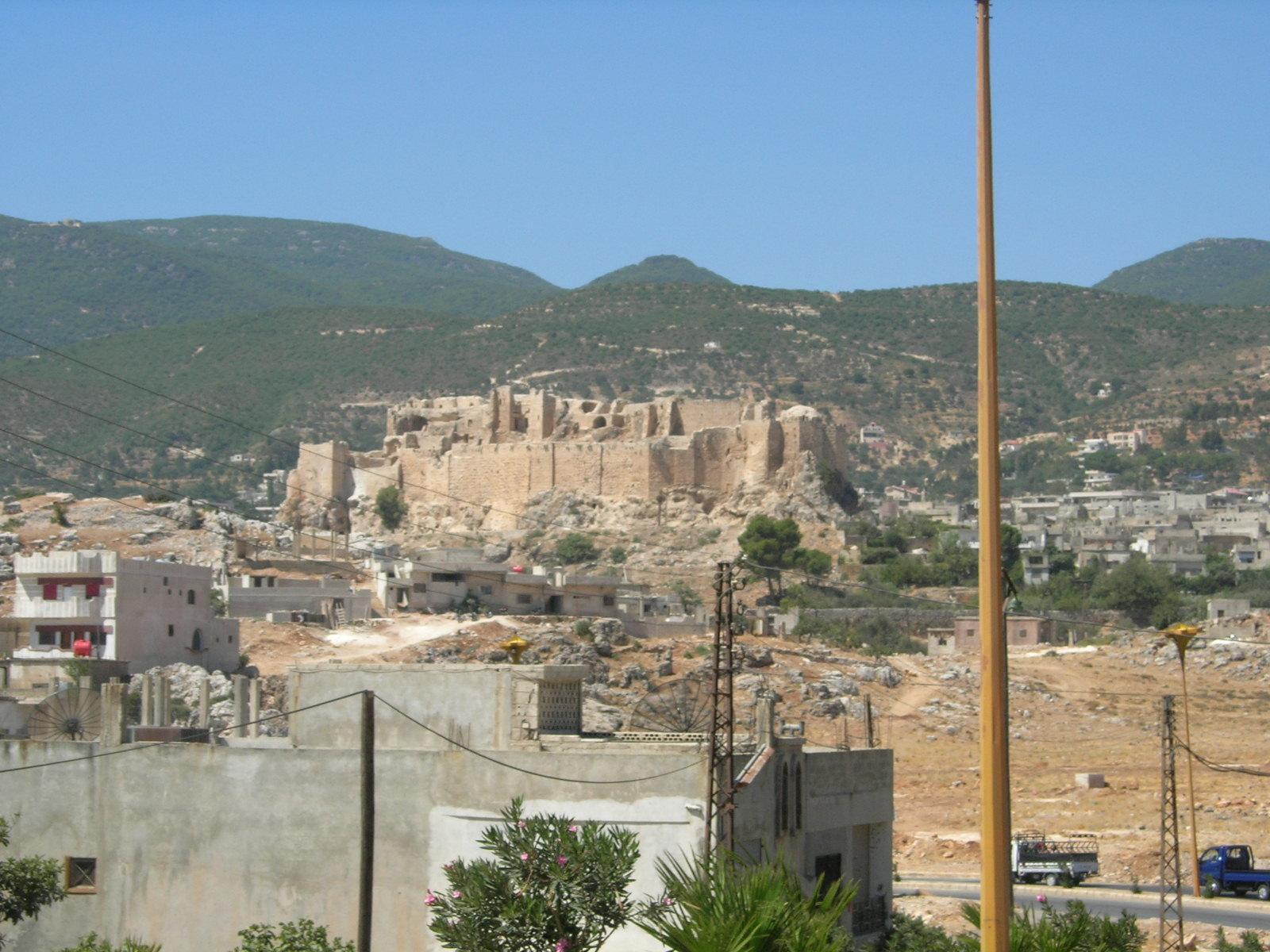
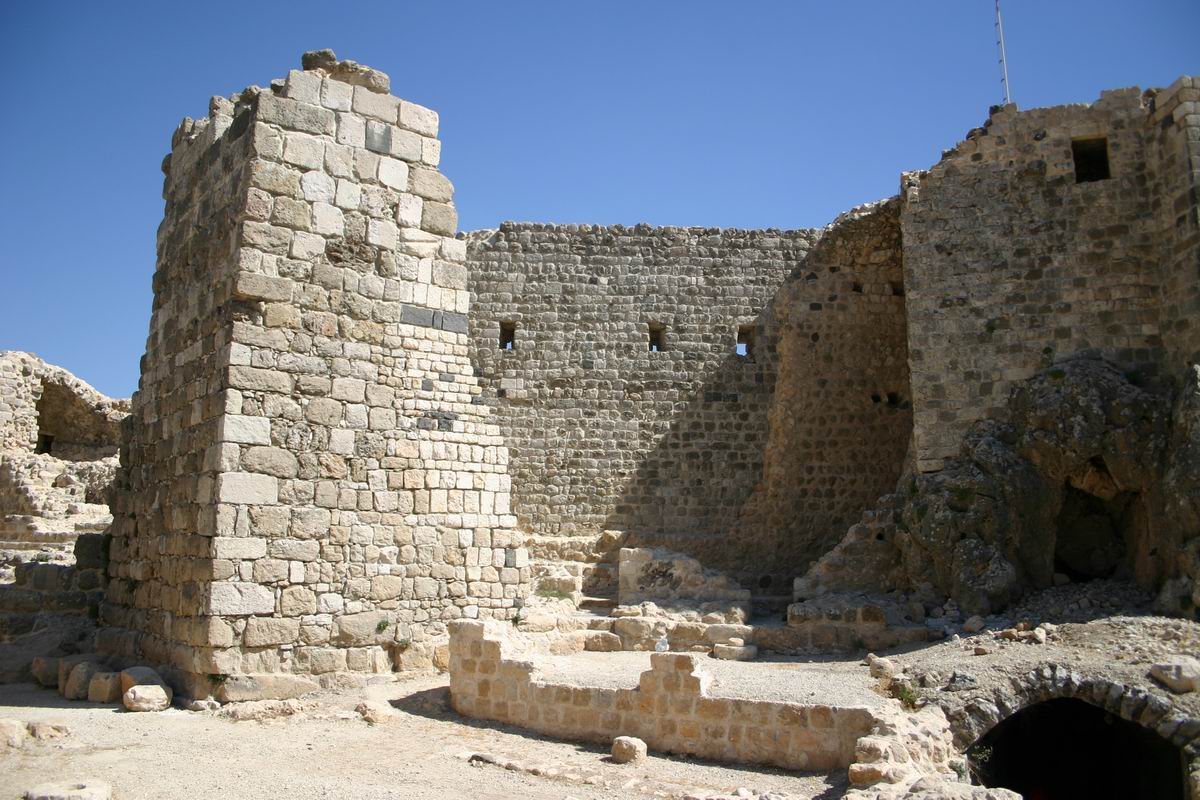
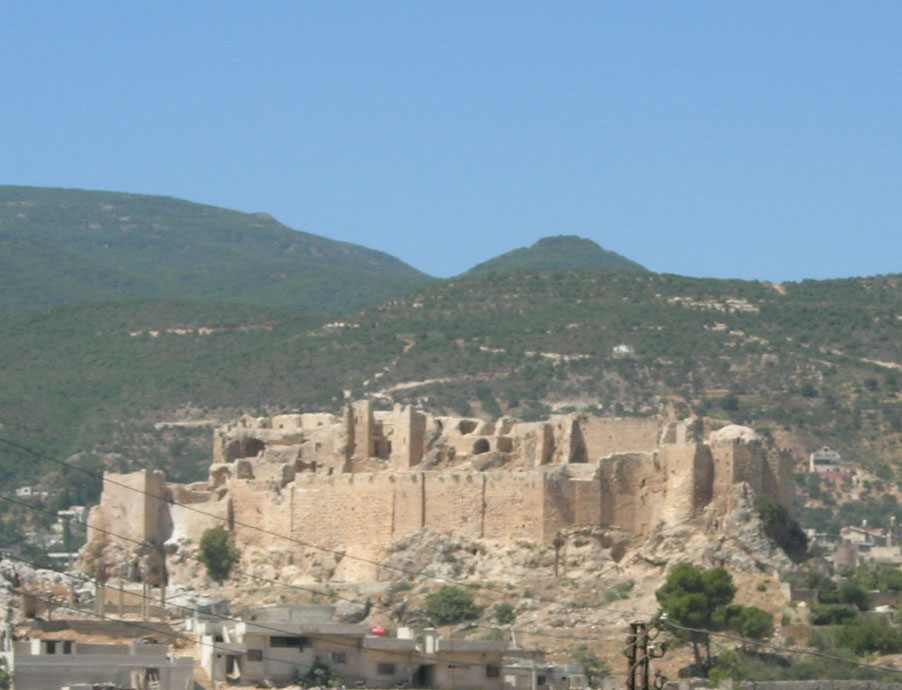
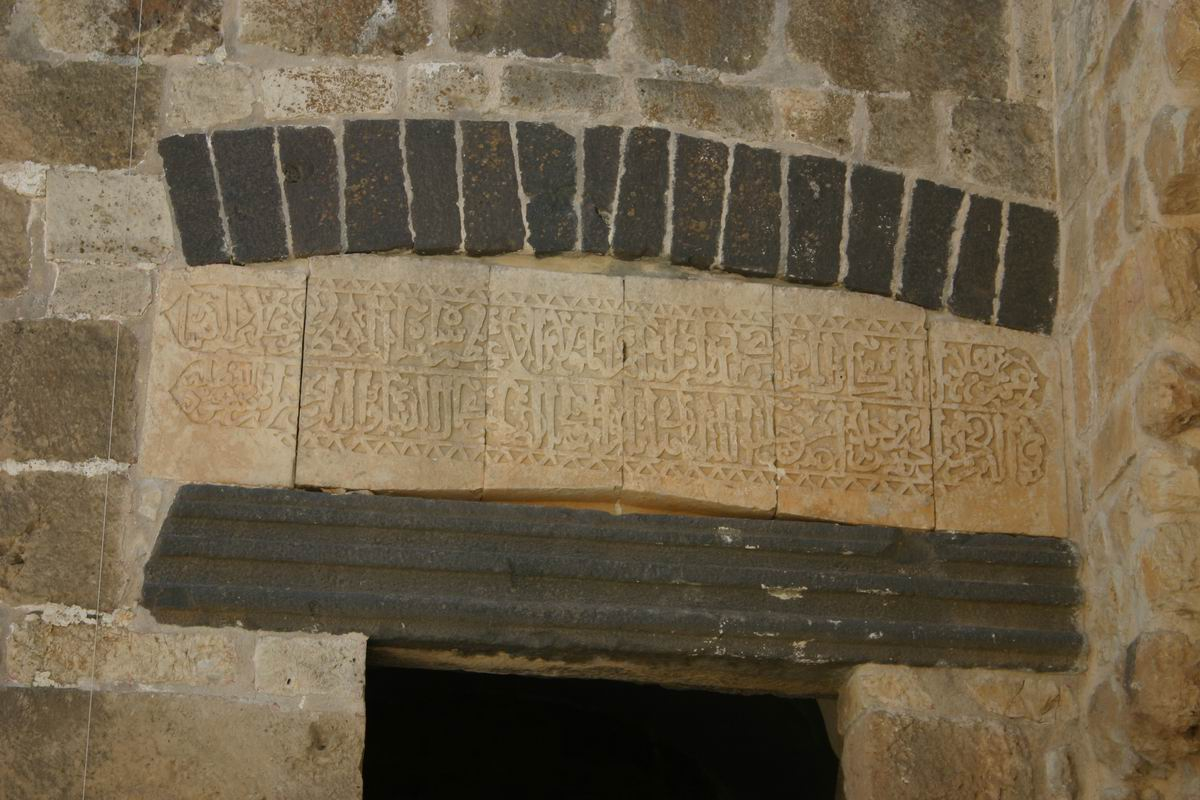
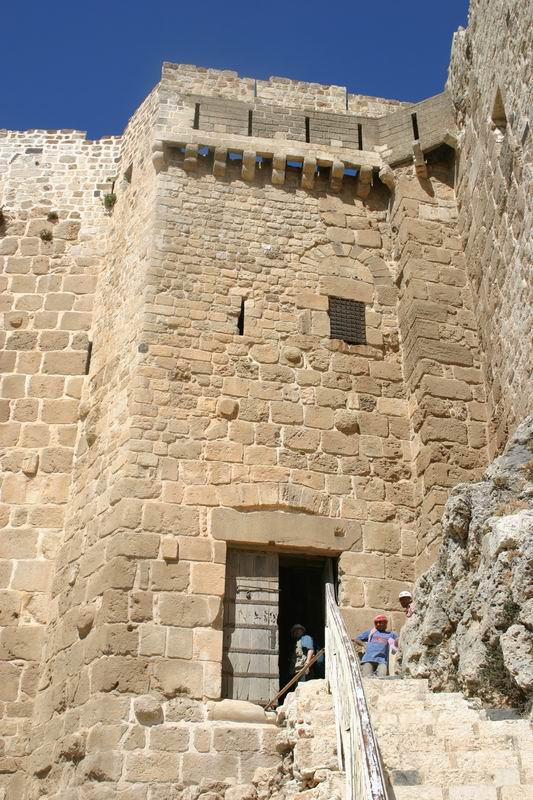
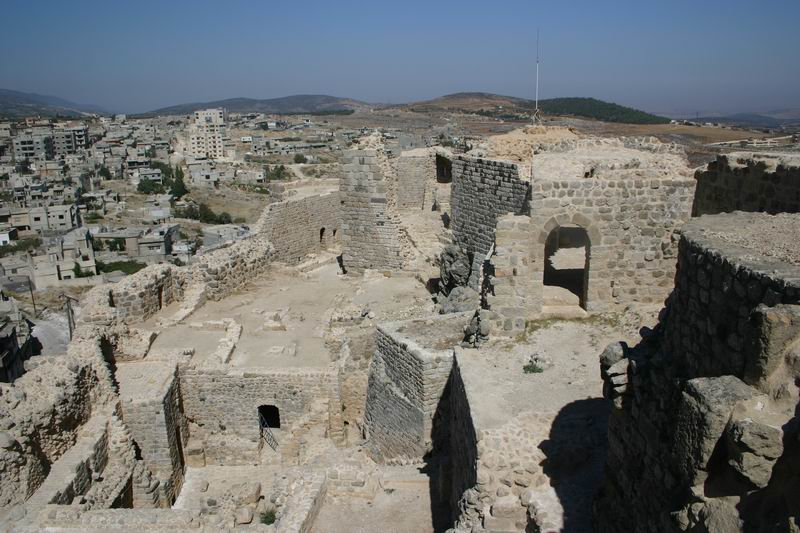
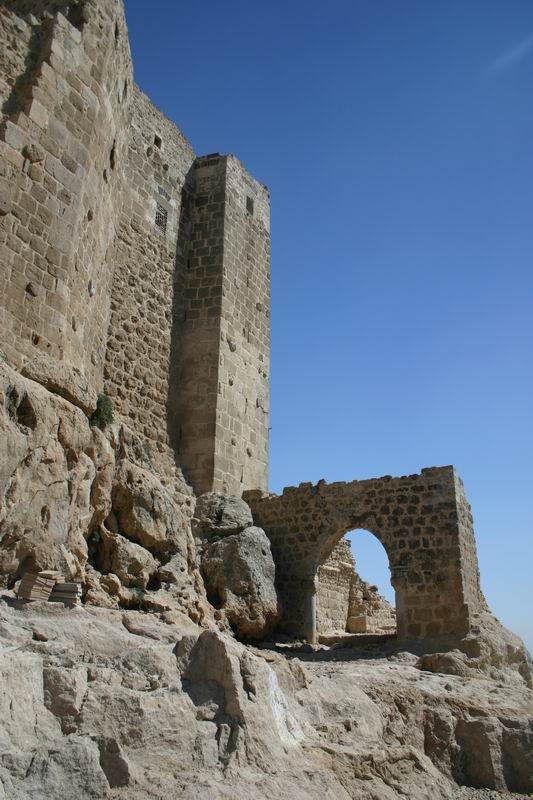

## Масьяф в культуре
- Масьяф появляется в видеоиграх Assassin's Creed и Assassin's Creed: Revelations в качестве крепости ассасинов[10].